# Птолемеевские декреты

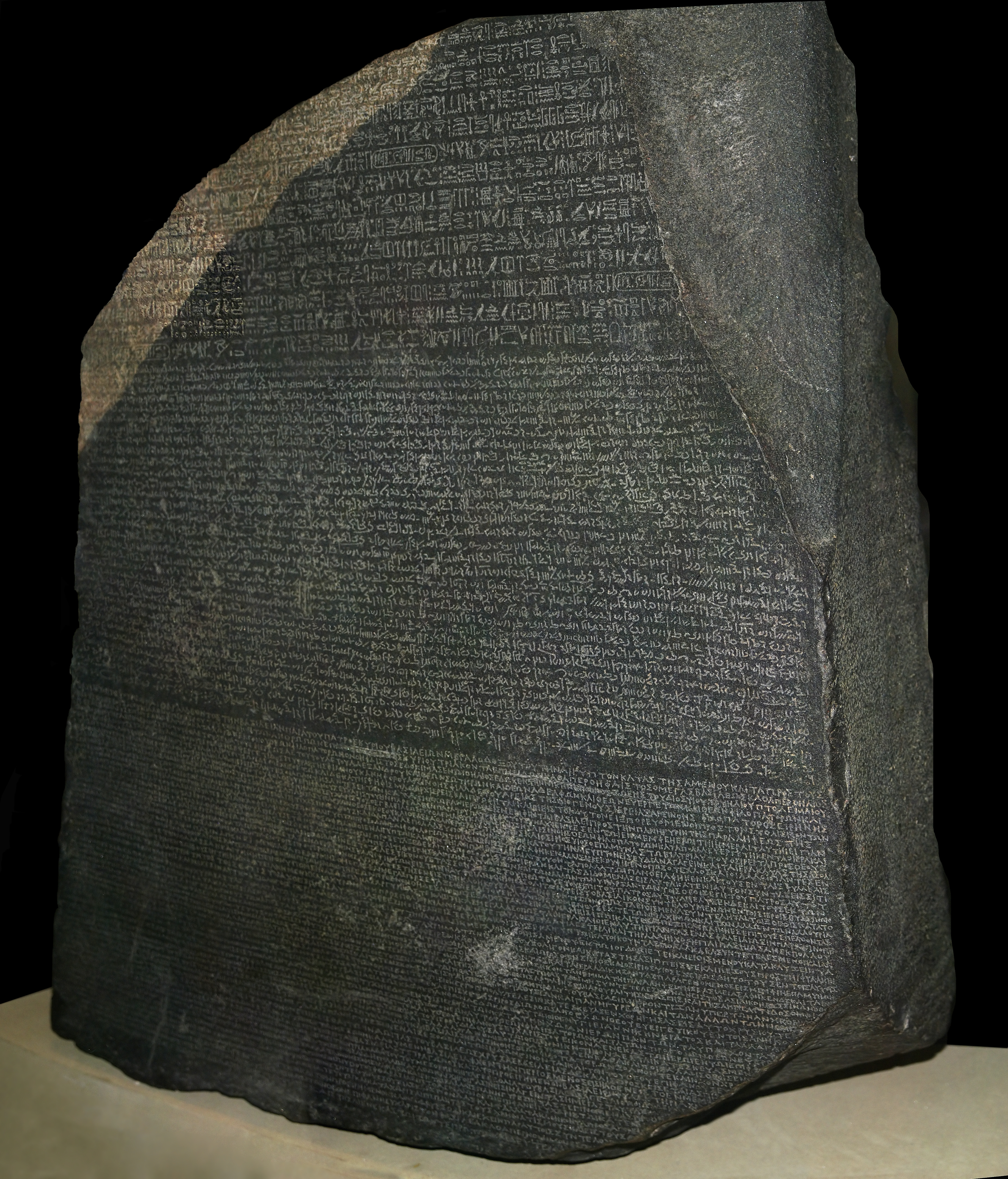
Розеттский камень содержит почти полный декрет к коронации Птолемея V

Птолемеевские декреты были изданы древнеегипетскими жрецами времён династии Птолемеев. Синод из жрецов созывался царями Египта в честь важного события, происходил в одном из храмовых центров и издавал указ, распространяемый по всей стране.
Текст указа обычно приводился на двух языках и в трёх письменностях — на египетском языке в двух вариантах, иероглифами и демотическим письмом, и на древнегреческом языке. Благодаря этому птолемеевские декреты сыграли важную роль в изучении египетских иероглифов — обнаруженный в 1799 году Розеттский камень, содержащий почти полный декрет к коронации Птолемея V, стал ключом к расшифровке египетских иероглифов в 1822 году.
Публикация декретов являлась проявлением эллинистического сохранения традиций и обрядов местного населения, сочетавшегося с включением этих традиций в механизм управления государством. Их публикация являлась уступкой жрецам, позволявшей в ответ использовать их как политическую базу и приобрести больший контроль над происходящим в сельской местности. Двуязычная природа декретов отражает противостояние между царской и местной властями.
Текст указов был шаблонным, с заменой необходимых фрагментов в зависимости от события. Так, Раффийский, Мемфисский декреты и декреты с острова Филе практически идентичны, в то же время канопский декрет значительно отличается от них.

## Список декретов
Ниже приведены некоторые из Птолемеевских декретов и их копий.
| Название                 | Правитель    | Синод                         | Причина созыва синода                   | Некоторые копии                    |
| ------------------------ | ------------ | ----------------------------- | --------------------------------------- | ---------------------------------- |
| Канопский декрет         | Птолемей III | Канопус, 238 год до н. э.     | юбилей монарха, обожествление принцессы | стела в Канопусе 1, 2              |
| Рафийский декрет         | Птолемей IV  | Мемфис, 217 год до н. э.      | победа в битве при Рафии                | стела в Мемфисе, стела в Пифоме    |
| Мемфисский декрет        | Птолемей V   | Мемфис, 196 год до н. э.      | коронация                               | Розеттский камень, стела в Нубарие |
| Декрет с острова Филе II | Птолемей V   | Александрия, 186 год до н. э. | подавление восстания                    |                                    |
| Декрет с острова Филе I  | Птолемей V   | Мемфис, 185 год до н. э.      | восхождение на трон быка Аписа          |                                    |